# Stykkishólmur
Stykkishólmur é uma cidade e um município na Islândia. Em 2018 tinha uma população de cerca de 1 173 habitantes.

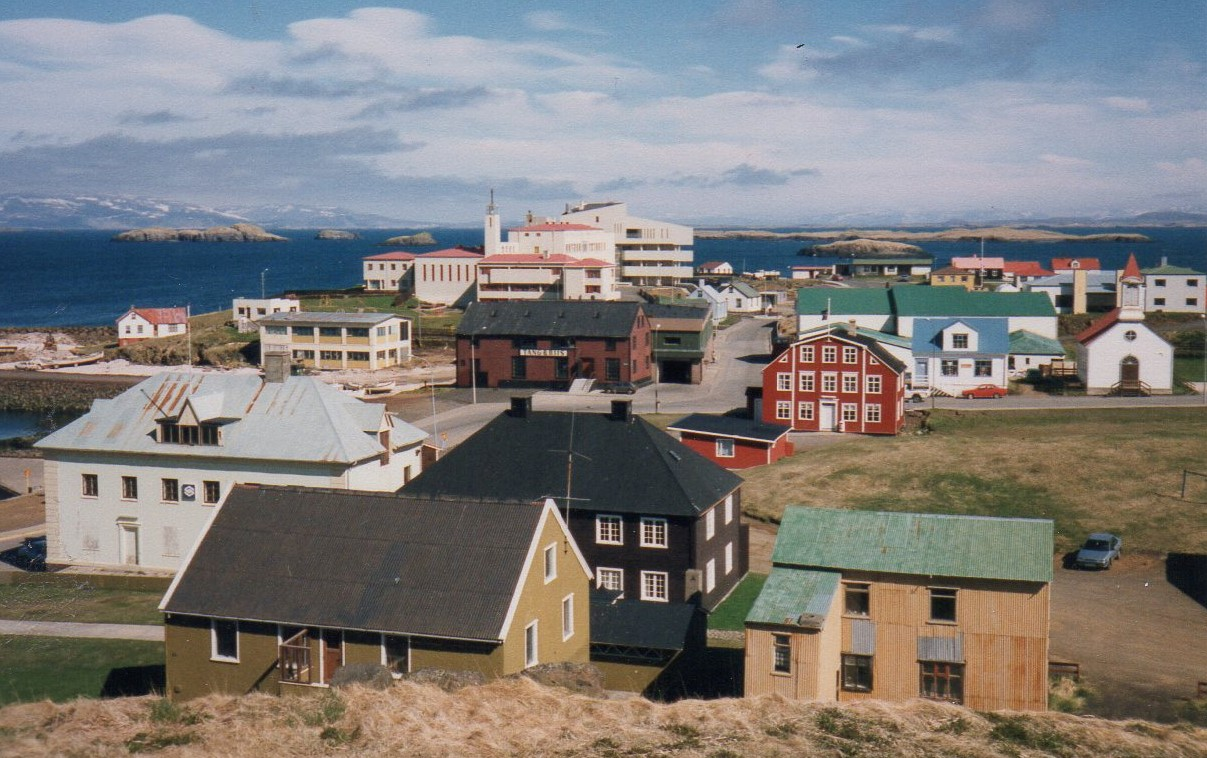
Centro da cidade